# Popis političkih stranaka u Hrvatskoj
Registrirane političke stranke su neprofitne organizacije čiji su ciljevi izraženi u programu i statutu usmjereni na stvaranje i oblikovanje političke volje te političko djelovanje građana, a koje su upisane u Registar političkih stranaka Republike Hrvatske koji vodi Ministarstvo pravosuđa i uprave. U Registar se upisuju političke stranke koje ispunjavaju uvjete propisane Zakonom o političkim strankama (jedan od uvjeta je da političku stranku mogu osnovati najmanje 100 punoljetnih, poslovno sposobnih državljana Republike Hrvatske). Danom upisa u Registar, politička stranka stječe svojstvo pravne osobe i može djelovati na području Republike Hrvatske u skladu sa svojim statutom i pravnim poretkom.
U Republici Hrvatskoj djeluje ukupno 174 aktivnih političkih stranaka prema podatcima od 31. ožujka 2025. godine, a do danas ih je ukupno registrirano 428.
Zbog njihova jednostavnog osnivanja i raspuštanja njihov broj konstantno oscilira, a bitno je naglasiti kako Republika Hrvatska (100 osnivača), nakon Republike Mađarske (10 osnivača) i Federacije Bosne i Hercegovine (50 osnivača – ne vrijedi za RS), ima najliberalnije zakonodavstvo koje propisuje osnivanje i djelovanje političkih stranaka.

## Parlamentarne političke stranke
Parlamentarne političke stranke su registrirane političke stranke koje su zastupljene u parlamentu (Hrvatskom saboru) putem izabranih zastupnika na parlamentarnim izborima s njihovih izbornih lista.

### Aktualni saziv Hrvatskog sabora
(stanje: 31. ožujka 2025. godine)
| Naziv                                          | Skraćeni naziv       |
| Centar                                         | Centar               |
| Dalija Orešković i ljudi s imenom i prezimenom | DO i SIP             |
| Dario Zurovec - Nezavisna lista                | Dario Zurovec - NL   |
| Dom i nacionalno okupljanje                    | DOMINO               |
| Domovinski pokret                              | Domovinski pokret    |
| Građansko-liberalni savez                      | GLAS                 |
| Hrvatska demokratska zajednica                 | HDZ                  |
| Hrvatska demokršćanska stranka                 | HDS                  |
| Hrvatska narodna stranka – liberalni demokrati | HNS                  |
| Hrvatska seljačka stranka                      | HSS                  |
| Hrvatska socijalno-liberalna stranka           | HSLS                 |
| Hrvatska stranka umirovljenika                 | HSU                  |
| Hrvatski suverenisti                           | Hrvatski suverenisti |
| Istarski demokratski sabor                     | IDS                  |
| Most                                           | Most                 |
| Možemo! – politička platforma                  | Možemo!              |
| Nezavisna Platforma Sjevera                    | NPS                  |
| Nezavisna lista – Željko Lacković              | Nezavisni            |
| Samostalna demokratska srpska stranka          | SDSS                 |
| Socijaldemokratska partija Hrvatske            | SDP                  |

## Izvanparlamentarne političke stranke
1. Agrameri – nezavisna lista
2. Agrarna stranka – pokret za hrvatsku poljoprivredu – AS-PHP
3. Akcija mladih – AM
4. Akcija umirovljenici zajedno – AUZ
5. Akcija za promjene – AP
6. Aktivni nezavisni umirovljenici – ANU
7. Alternativa 101 – ALTERNATIVA
8. Alternativa nezavisni - Jasenko Krovinović - ALTERNATIVA NEZAVISNI
9. Alternativa za Hrvatsku – AZH
10. Ante Vičević - Lista za Kostrenu - A.V. - Lista za Kostrenu
11. Autohtona hrvatska seljačka stranka – A-HSS
12. Autohtona - Hrvatska stranka prava - Dražen Keleminec – A-HSP - Dražen Keleminec
13. Bandić Milan 365 – Stranka rada i solidarnosti – 365 stranka rada i solidarnosti
14. Bernardić Davor - nezavisna lista Servus Zagreb - NL Servus Zagreb
15. Blok umirovljenici zajedno – BUZ
16. Blok za Hrvatsku - Blok
17. BM365 Idemo delat! - BM365
18. Bolje sutra - nezavisna lista - BSNL
19. Bolji Solin – BS
20. Dalmatinska akcija – DA
21. Damir Bajs – Nezavisna lista – Damir Bajs – NL
22. Demokrati – Demokrati
23. Demokratska kneginečka stranka – DKS
24. Demokratska lokalna stranka – DLS
25. Demokratska prigorsko-zagrebačka stranka – DPS
26. Demokratska stranka umirovljenika – DSU
27. Demokratski HSS – DHSS
28. Demokratski savez nacionalne obnove – DESNO
29. Demokratski savez Srba – DSS
30. Demokratsko socijalna stranka Hrvatske – DSSH
31. Demokršćani
32. Dina Dogan - nezavisna lista - Dina Dogan NL
33. Direkt
34. Dr. Nenad Panian - Nezavisna lista - Dr. Nenad Panian - NL
35. Dubrovačka bošnjačka stranka – DBS
36. Dubrovačka stranka – DUSTRA
37. Dubrovački demokratski sabor – DDS
38. Duspara Mirko – nezavisna lista – Duspara Mirko – NL
39. Fokus
40. Generacija obnove – GO
41. Grobnička stranka – GS
42. Hrvatska bunjevačka stranka – HBS
43. Hrvatska demokratska seljačka stranka – HDSS
44. Hrvatska konzervativna stranka – HKS
45. Hrvatska pučka seljačka stranka - HPSS (osn. 2024.)
46. Hrvatska radićevska stranka – HRS
47. Hrvatska seljačka stranka – Stjepan Radić – HSS-SR
48. Hrvatska seljačka stranka braće Radić – HSS braće Radić
49. Hrvatska stranka branitelja i domoljuba – HSBID
50. Hrvatska stranka budućnosti – HSB
51. Hrvatska stranka demokrata – HSD
52. Hrvatska stranka građanskog otpora – HSGO
53. Hrvatska stranka prava – HSP
54. Hrvatska stranka prava 1861 – HSP 1861
55. Hrvatska stranka prava dr. Ante Starčević – HSP AS
56. Hrvatska stranka pravne države – HSPD
57. Hrvatska stranka reda – HSR
58. Hrvatska stranka svih čakavaca kajkavaca i štokavaca – HSSČKŠ
59. Hrvatski demokratski savez Slavonije i Baranje – HDSSB
60. Hrvatski laburisti – Stranka rada – LABURISTI
61. Hrvatski oslobodilački pokret – HOP
62. Hrvatski umirovljenici zajedno – HUZ
63. Hrvatsko Bilo – HRB
64. Hoćemo Pravedno – HOĆEMO
65. Istarska stranka umirovljenika – Partito Istriano dei Pensionati – ISU-PIP
66. Istarski laburisti – IL
67. Ivan Penava nezavisna lista – IP-NL
68. Javno dobro
69. Ključ Hrvatske – KLJUČ
70. Krila slobode hrvatska nacionalistička stranka – Krila slobode
71. Kvarnerska inicijativa – Regionalna platforma – Kvarnerska
72. LiPO
73. Lista za Rijeku – RI
74. Marija Selak Raspudić - nezavisna lista - Marija Selak Raspudić - NL
75. Matija Teur - Nezavisna lista - Matija Teur NL
76. Međimurski demokratski savez – MDS
77. Mladi za Brezovicu – MZB
78. Mladi za Đakovo
79. Modeli altruizma u politici – MAP
80. Moderna demokratska snaga – MODES
81. Moja voljena Hrvatska – MVH
82. Mreža nezavisnih lista – Mreža
83. Nada
84. Narodna stranka - Reformisti – Reformisti
85. Nezavisna lista Ante Đapića – NL Ante Đapića
86. Nezavisna lista Ivanić-grad
87. Nezavisna lista mladih – NLM
88. Nezavisna lista Osejava – NLO
89. Nezavisna lista Podbablje sutra – Podbablje sutra
90. Nezavisna lista Stipe Petrina – NLSP
91. Nezavisna lista Višnjan – NLV
92. Nezavisna lista Tomislava Jonjića - Jedino Hrvatska! - Nezavisna lista Tomislava Jonjića
93. Nezavisna lista Tomislava Mišetića - NL Tomislava Mišetića
94. Nezavisna lista Zagreb – NLZG
95. Nezavisna lista - Vrime je! - Vrime je!
96. Nezavisna stranka Samo Tim - SAMOTIM
97. Nezavisni seljaci Hrvatske – NSH
98. Nezavisni za Zaprešić – NZ
99. Nova ljevica - NL
100. Nova politika – NP
101. Odlučnost i pravednost - OIP
102. Pavao Grom – nezavisna lista – PGnL
103. Pavle Kalinić - nezavisna lista - Pavle Kalinić - NL
104. Plavo zelena stranka – PZS
105. Pločanska stranka – PLS
106. Pokret za modernu Hrvatsku
107. Pokret za životinje
108. Pokret Zajedno – PZ
109. Politička stranka Plavi grad – Plavi grad
110. Popravi grad – PG
111. Pravedna Hrvatska - PH
112. Pravo i pravda
113. Primorsko-goranski savez – PGS
114. Projekt domovina
115. Radnička fronta - RF
116. Rapski pučki sabor – RPS
117. Republika
118. Ričard Nezavisni
119. Slobodarska stranka Hrvatske – SSH
120. Snaga Slavonije i Baranje –  Snaga SIB
121. Snaga – stranka narodnog i građanskog aktivizma – SNAGA
122. Socijaldemokrati – Socijaldemokrati
123. Socijalistička radnička partija Hrvatske – SRP
124. Srđ je grad – SJG
125. Srpska pravedna stranka – SPS
126. Stjepan Kožić – nezavisna lista
127. Stranka demokratske akcije Hrvatske – SDA Hrvatske
128. Stranka hrvatski vidik – SHV
129. Stranka hrvatskih umirovljenika – UMIROVLJENICI
130. Stranka hrvatskog zajedništva – SHZ
131. Stranka Ivana Pernara – SIP
132. Stranka umirovljenika – SU
133. Stranka umirovljenika Sjever - SUS
134. Stranka za narod – SZN
135. Stranka za Zadar! – ZZ!
136. Sve se može - SSM
137. Umirovljenici Slavonije i Baranje – USIB
138. Umirovljenici zajedno – politička platforma – UMIROVLJENICI ZAJEDNO
139. Umirovljenička demokratska unija – UDU
140. Unija Kvarnera – UNIJA
141. Za grad
142. Zajedno Hrvatska – ZH
143. Zajedno za Murter – ZM
144. Zajedno za Trogir
145. Zagorska demokratska stranka – ZDS
146. Zagorska stranka – ZS
147. Zagreb je naš!
148. Zaokret – nezavisna lista – Zaokret
149. Zelena alternativa – Održivi razvoj Hrvatske – Zelena alternativa ORaH
150. Zelena lista
151. Zeleni forum – ZF
152. Zeleni savez – ZELENI
153. Zelinski laburisti – stranka Prigorja – ZL
154. Željko Kerum – Hrvatska građanska stranka – HGS
155. Župska stranka – Župka

## Nekadašnje političke stranke
1. Abeceda demokracije (2021.)
2. AG Zagrebačka stranka (2007.)
3. Agenda mladih demokrata (2021.)
4. Akcija bjelovarsko-bilogorska (2022.)
5. Akcija hrvatske republikanske seljačke stranke (2014.)
6. Akcija slavonsko baranjskih umirovljenika (2017.)
7. Akcija socijaldemokrata Hrvatske (2016.)
8. Akcija za bolju Hrvatsku (2017.)
9. Aktivni branitelji i umirovljenici Hrvatske (2021.)
10. Albanska demokršćanska stranka Hrvatske (2003.)
11. Albanska islamska demokratska unija (2001.)
12. Alijansa za pravnu državu (2011.)
13. Alijansa za treću Hrvatsku (2007.)
14. Antiprohibicionistička slobodarska stranka (2000.)
15. Autohtona slavonsko posavska stranka (2014.)
16. Autonomna regionalna stranka Hrvatskog primorja, Gorskog kotara, otoka i Rijeke – (2019.)
17. Banijska demokratska stranka (2018.)
18. Biraj bolje (2021.)
19. Blok poljoprivrednika Hrvatske (2015.)
20. Blokirani – deblokirajmo Hrvatsku (2021.)
21. Bosanska demokratska stranka (2000.)
22. Bošnjačka demokratska stranka Hrvatske (2020.)
23. Braniteljsko domoljubna stranka Hrvatske (2023.)
24. Budnica Hrvatska – Zajednica bosanskih Hrvata (2021.)
25. Bura (2022.)
26. Čabarski pokret mladih (2015.)
27. Dalmatinska akcija (2003.)
28. Dalmatinska liberalna stranka (2015.)
29. Dalmatinski demokrati (2019.)
30. Demokratska partija Srba (2021.)
31. Demokratska socijalna unija – Snaga naroda (2010.)
32. Demokratska stranka lipa (2023.)
33. Demokratska stranka slavonske ravnice (2016.)
34. Demokratska stranka žena (2021.)
35. Demokratska zajednica muslimana Hrvatske (2000.)
36. Demokratski centar (2016.)
37. Demokratski savez Albanaca Hrvatske (2001.)
38. Domovina (2019.)
39. Domovinska građanska stranka (2007.)
40. Glas razuma (2015.)
41. Glas Zaprešića – nezavisna lista (2019.)
42. Gospodarska stranka (2016.)
43. Građanska akcija Lumbarda (2017.)
44. Građanska inicijativa – MOŽEMO! (2020.)
45. Građanska opcija Grada Osijeka (2023.)
46. Građanska stranka Sisak (2020.)
47. Hrast – Pokret za uspješnu Hrvatsku (2024.)
48. Hrvatska 21. stoljeća (2016.)
49. Hrvatska braniteljska pučka stranka (2022.)
50. Hrvatska čista stranka prava (2024.)
51. Hrvatska demokratska regionalna stranka (2022.)
52. Hrvatska demokratska republikanska stranka (2006.)
53. Hrvatska demokratska stranka Dalmacije (2021.)
54. Hrvatska demokratska stranka (1990./2005.) (2005.)
55. Hrvatska demokratska stranka – (2015./2021.) (2021.)
56. Hrvatska demokratska stranka prava (1999.)
57. Hrvatska domovinska stranka (2001.)
58. Hrvatska europska stranka (2016.)
59. Hrvatska inicijativa za dijalog (2019.)
60. Hrvatska konzervativna stranka (1995/1999) (1999.)
61. Hrvatska kršćanska demokratska unija (1992/2007) (2007.)
62. Hrvatska kršćanska demokratska unija – (2007./2017.) (2017.)
63. Hrvatska kršćanska demokratska unija – (2009./2019.) (2019.)
64. Hrvatska liberalna demokratska stranka (2021.)
65. Hrvatska muslimanska demokratska stranka (2001.)
66. Hrvatska nacional-demokratska liga (2006.)
67. Hrvatska narodna lista (2025.)
68. Hrvatska obrtnička stranka (2017.)
69. Hrvatska poduzetnička stranka (2001.)
70. Hrvatska proljeća (2000.)
71. Hrvatska pučka seljačka stranka – 1904 (2012.)
72. Hrvatska pučka stranka (2017.)
73. Hrvatska radnička stranka (2021.)
74. Hrvatska republikanska stranka (2007.)
75. Hrvatska republikanska zajednica (2017.)
76. Hrvatska romska demokratska stranka (2016.)
77. Hrvatska seljačka narodna stranka (2000.)
78. Hrvatska seljačko radnička stranka (Stranka istine i pravde) (2003.)
79. Hrvatska stranka (2001.)
80. Hrvatska stranka mladih (2016.)
81. Hrvatska stranka naravnog zakona (2001.)
82. Hrvatska stranka nezaposlenih (2021.)
83. Hrvatska stranka ovršenika (2017.)
84. Hrvatska stranka pravaškog bratstva (2024.)
85. Hrvatska stranka pravne države – (2007./2019.) (2019.)
86. Hrvatska stranka rada (2013.)
87. Hrvatska stranka zelenih – Eko savez (2016.)
88. Hrvatska zora stranka naroda (2016.)
89. Hrvatski blok – pokret za modernu Hrvatsku (2009.)
90. Hrvatski dalmatinski dom (2007.)
91. Hrvatski demokratski centar (2015.)
92. Hrvatski demokratski slobodarski savez Dalmacije (2018.)
93. Hrvatski demokršćani (2009.)
94. Hrvatski istinski preporod (2011.)
95. Hrvatski liberalni pokret (2001.)
96. Hrvatski mirotvorni pokret (2001.)
97. Hrvatski narodni pokret – slobodna Hrvatska (1999.)
98. Hrvatski narodnjaci (2013.)
99. Hrvatski nezavisni demokrati (2011.)
100. Hrvatski obranbeni red (2007.)
101. Hrvatski pravaški pokret (2005.)
102. Hrvatski proljećari (2009.)
103. Hrvatski rast (2021.)
104. Hrvatski republikanci (2007.)
105. Hrvatski socijaldemokrati (2015.)
106. Hrvatski zbor (2016.)
107. Hrvatsko pravaško bratstvo (2016.)
108. Hrvatsko zvono (2015.)
109. Istarska pučka stranka (2001.)
110. Istarska socijaldemokratska nezavisna stranka (2013.)
111. Istarska stranka (2003.)
112. Istarski demokrati – Democratici Istriani (2022.)
113. Istarski socijaldemokratski forum (2014.)
114. Izvorna hrvatska seljačka stranka (2005.)
115. Jadranska socijaldemokratska stranka Hrvatske (2023.)
116. Jadranski sabor (2007.)
117. Jedina opcija (2021.)
118. Jedino Hrvatska – Pokret za Hrvatsku (2019.)
119. Južnohrvatska stranka (2010.)
120. Karlovačka stranka (2011.)
121. Komunistička partija Hrvatske (2023.)
122. Kršćanska narodna stranka (1996.)
123. Kršćanska socijalna unija (2011.)
124. Kršćanski demokrati Međimurja (2001.)
125. Krug 21 (2010.)
126. Ladonja (2013.)
127. Liberalna stranka (2006.)
128. LIBRA – Stranka liberalnih demokrata (2005.)
129. Liburnijska stranka (2021.)
130. Liga za Brod – stranka za poticanje svekolikog razvoja Grada Slavonskog Broda (2013.)
131. Lista Slavonije i Baranje (1995.)
132. Loza nezavisna lista (2023.)
133. Ljevica Hrvatske (2015.)
134. Mađarska narodna stranka Hrvatske (2001.)
135. Maksimirska građanska inicijativa – ZAJEDNO (2023.)
136. Maslina – Dalmatinska autonomaška stranka (2007.)
137. Međimurska stranka (2025.)
138. Moje malo Međimurje (2014.)
139. Nacionalna demokratska stranka (2000.)
140. Nacionalni forum (2016.)
141. Naprijed Hrvatska! – Progresivni savez (2020.)
142. Naša stranka (2017.)
143. Neovisni za Hrvatsku (2024.)
144. Nezavisna lista boljih (2023.)
145. Nezavisna lista Milana Bitunjca (2018.)
146. Nezavisna lista mladih za Imotski i Imotsku krajinu (2021.)
147. Nezavisna lista Tomislav Stojak (2022.)
148. Nezavisna stranka prava (2001.)
149. Nezavisni seljaci Hrvatske (2005/2007) (2007.)
150. Nova Hrvatska (2021.)
151. Nova srpska stranka (2021.)
152. Novi val – Stranka razvoja (2016.)
153. Obiteljska stranka (2017.)
154. Održivi razvoj Hrvatske (2020.)
155. Otočna demokratska stranka (2003.)
156. Partija podunavskih Srba (2015.)
157. Paška stranka – Pag (2018.)
158. Piratska stranka (2018.)
159. Podravska stranka (2015.)
160. Pokret za ljudska prava, stranka ekološki svjesnih građana (2006.)
161. Posavsko slavonska stranka (2018.)
162. Primorsko-goranska stranka umirovljenika (2014.)
163. Probudi (2024.)
164. Promijenimo Hrvatsku (2024.)
165. Rapski pučki sabor (1997/2018) (2018.)
166. Sabor hrvatskih Roma (2020.)
167. Sasvim mala stranka (2021.)
168. Savez hrvatskih umirovljenika i seniora (2015.)
169. Savez komunista Hrvatske (2021.)
170. Slavonsko-baranjska hrvatska stranka (2008.)
171. Splitska stranka (2022.)
172. Slobodarska stranka Hrvatske (2001/2010) (2010.)
173. Slobodna Hrvatska (2023.)
174. Snaga Roma Hrvatske (2016.)
175. Socijaldemokratska stranka Hrvatske (1995.)
176. Socijalistička partija Hrvatske (2018.)
177. Socijalno-demokratska unija Hrvatske (2007.)
178. Splitska stranka umirovljenika (2023.)
179. Srednjoeuropska akcija – Pokret za Srednju Europu (2016.)
180. Srpska demokratska baranjska stranka (2007.)
181. Srpska narodna stranka (2022.)
182. Stranka Bošnjaka Hrvatske (2024.)
183. Stranka društvenog razvoja (2001.)
184. Stranka Dubrovnik regija (2018.)
185. Stranka hrvatskog državnog prava (2003.)
186. Stranka hrvatskog preporoda (2005.)
187. Stranka međugeneracijske solidarnosti Hrvatske (2018.)
188. Stranka nezavisne demokracije (2001.)
189. Stranka običnih ljudi (2016.)
190. Stranka penzionera (2017.)
191. Stranka pravične demokracije (2010.)
192. Stranka razvoja i napretka (2023.)
193. Stranka Roma Hrvatske (2012.)
194. Stranka umirovljenika Hrvatske – Blok umirovljenici zajedno (2020.)
195. Stranka zajedno (2014.)
196. Ujedinjena stranka prava (2021.)
197. Ujedinjeni hrvatski domoljubi (2024.)
198. Talijanska demokratska zajednica – Unione democratica Italiana (2003.)
199. Transnacionalna radikalna stranka (2001.)
200. Turopoljska demokratska stranka (2001/2005) (2005.)
201. Turopoljska demokratska stranka (2006/2007) (2007.)
202. Vesna Škare Ožbolt – nezavisna lista (2024.)
203. Volim Hrvatsku (2016.)
204. Zagrebačka nezavisna lista  (2014.)
205. Zagrebačka stranka umirovljenika (2018.)
206. Zavjet za Hrvatsku (2016.)
207. Zelena akcija Split (1995.)
208. Zelena alternativa – Stranka potrošača (2014.)
209. Zelena lista (2005./2014.) (2014.)
210. Zelena ljevica Hrvatske (2006.)
211. Zelena stranka (2021.)
212. Zelena stranka (Zagreb) (2005.)
213. Zeleni demokrati (2010.)
214. Zeleni Hrvatske (2017.)
215. Zeleni zajedno (2014.)
216. Zeleni – stranka novog doba (2005.)
217. "Hrvatska straža" Nacionalna stranka (2015.)

## Političke udruge građana i/ili koalicije
- Domoljubna koalicija
- Hrvatski demokratski blok
- Hrvatski suverenisti (koalicija)
- Jedino Hrvatska
- Koalicija narodnog sporazuma
- Kukuriku koalicija
- Ladonja
- Lista Velog Mista
- Restart koalicija
- Rijeke pravde
- Savez za Hrvatsku
- Savez za Hrvatsku (2014.)
- Udružena ljevica (koalicija)
- Zadarski blok
- Zeleno-lijeva koalicija